# Telescopus
Telescopus es un género de serpientes de la familia Colubridae. Sus especies se distribuyen por el sudeste de Europa, la mitad occidental de Asia y África.

## Especies
Se reconocen las siguientes:
- Telescopus beetzi (Barbour, 1922)
- Telescopus dhara (Forskal, 1775)
- Telescopus fallax Fleischmann, 1831
- Telescopus finkeldeyi Haacke, 2013
- Telescopus gezirae Broadley, 1994
- Telescopus hoogstraali Schmidt & Marx, 1956
- Telescopus nigriceps (Ahl, 1924)
- Telescopus obtusus (Reuss, 1834)
- Telescopus pulcher (Scortecci, 1935)
- Telescopus rhinopoma (Blanford, 1874)
- Telescopus semiannulatus Smith, 1849
- Telescopus tessellatus (Wall, 1908)
- Telescopus tripolitanus (Werner, 1909)
- Telescopus variegatus (Reinhardt, 1843)